# Mtito Andei Airport
Mtito Andei Airport är en flygplats i Kenya.   Den ligger i länet Makueni, i den södra delen av landet, 220 km sydost om huvudstaden Nairobi. Mtito Andei Airport ligger 760 meter över havet.
Terrängen runt Mtito Andei Airport är lite kuperad.  Trakten runt Mtito Andei Airport är nära nog obefolkad, med mindre än två invånare per kvadratkilometer. Närmaste större samhälle är Mtito Andei, 1,5 km nordväst om Mtito Andei Airport. Trakten runt Mtito Andei Airport består i huvudsak av gräsmarker.